# Kommandotegn (flag)
 Denne artikel omhandler flagmarkeringer på krigsskibe. Opslagsordet har også en anden betydning, se Kommandotegn (kommunikation).
Kommandotegn er et specielt flag der anvendes i mange landes mariner, herunder også den danske flåde, som tegn på at skibet er under kommando. 

## Kommandotegn i Søværnet
Når et krigsskib er udrustet og besætningen gået om bord "hejses kommando"; det vil sige at chefens kommandotegn hejses i skibets stortop eller eneste mast, for at fortælle, at skibet er under kommando og klar til at sejle.
Vimpelmænd er skibschefer med ret til at føre orlogsvimpel, denne hejses ved overtagelsen af kommandoen og nedhales først når kommandoen overdrages til en anden. 
Flagmænd er kongelige, forsvarsministeren, forsvarschefen eller officerer af admiralsklassen, som når de er om bord i et af flådens skibe, fører deres kommandotegn på fortoppen (flotilleadmiraler, kontreadmiraler og viceadmiraler) eller på stortoppen (admiral). Når kongen, dronningen, rigsforstanderen, forsvarsministeren eller forsvarschefen går om bord i et af flådens skibe hejses deres flag på stortoppen.
Standermænd fører orlogsstander eller eskadrechefsstander på skibets stortop – en standermand er kommandør som stedfortræder for en flagmand, kommandør som chef for en gruppe eller deling, eller eskadrechefer. 
Når et højere kommandotegn hejses, nedhales det lavere.
- Kongeflag (benyttes af den siddende regent og derfor af HM Kongen)
- Kronprinseflag
- Kongehusflag
- Rigsforstanderflag
- Forsvarsministerflag
- Forsvarschefsflag
- Admiralsflag
- Viceadmiralsflag
- Kontreadmiralsflag
- Flotilleadmiralsflag
- Orlogssstander (føres af ældste skibschef i en styrke, ikke længere anvendt)
- Eskadrechefsstander

### Orlogsflaget
- Orlogsflag - anvendes som flag under gaffel, flagspil agter og gøs.

## Internationale kommandotegn

### Australien
- Generalguvernørens flag.
- Flådechefens flag.

### Canada
| Generalguvernørens kommandotegn |

### Letland
- Præsidentens flag
- Flådechefens flag
- Kontreadmiralsflag
- Flotilleadmiralsflag
- Flotillechef stander
- Eskadrechef stander
- Divisionschef stander
- Orlogsvimpel

### Litauen
| Præsidentens kommandotegn |

### Norge
- Kongeflag
- Kronprinseflag
- Kongestander
- Forsvarsministerflag
- Forsvarschefsflag
- Flådechefsflag
- Admiralsflag
- Viceadmiralsflag
- Kontreadmiralsflag
- Flotilleadmiralsflag
- Kommandørstander
- Eskadrechef- og anciennitetsstander
- Sergent som fører
- Orlogsvimpel

### Polen
| Præsidentens kommandotegn |

### Rusland
| kommandotegn for den russiske føderations præsident | Kommandøren for marinens kommandotegn | Kommandøren for flyvevåbnets kommandotegn |

### Sverige
Kommandotegn blev indført i Sverige efter tysk forbillede i 1901, afskaffedes i 1960, og blev siden genindført i 1990'erne, da man lavede nye kommandotegn til Militärbefälhavare og Chefen for Operativa Insatsledningen. Selv Sveriges försvarsminister og Sveriges överbefälhavare har nu egne kommandotegn. Kronens kommandotegn har dog været i brug i hele perioden. 
- Kongeflag.
- Personligt kommandotegn for HM Kongen af Sverige
- Kronprinsflag
- Admiralsflag
- Viceadmiralsflag
- Kontreadmiralsflag
- Flotilleadmiralsflag
- Kommandørstander
- Anciennitetsstander
- Chef for en afdeling (svensk udtryk)
- Divisionschef
- Ældste chef
- Orlogsvimpel

### Storbritannien
| Forsvarsministerens kommandotegn |

### Tjekkiet
| Præsidentens kommandotegn |

### Tyskland
| Kejserens kommandotegn 1871-1888 | Rigspræsidententen 1926-1933 | Führeren og rigskansleren 1935-1945 | Den Demokratiske Republiks præsident 1955-1960 | Første ordførende i den Demokratiske Republiks Statsråd 1960-1990 | Forbundspræsidenten 1955--i dag |

| Armeeoberkommando 1871-1918 1933-1945 | Generalkommando 1871-1918 1933–1945 | Divisionskommando 1871-1918 1933-1945 | Generalinspekteur der Bundeswehr 1959--i dag | Kommandierende General 1994--i dag | Divisionskommandeur der Panzertruppen 1957--i dag |

### USA
| Præsidentens kommandotegn 1960--i dag | Forsvarsministerens kommandotegn 1947--i dag | Secretary of the Army's kommandotegn | Secretary of the Navy's kommandotegn | Secretary of the Air Force's kommandotegn | Forsvarschefens kommandotegn |

### Østrig
| Forbundspræsidentens kommandotegn |